# Leont de Bizanci
Leont de Bizanci (en llatí Leo o Leon, en grec antic Λέων, -οντος), fou un historiador i retòric grec de Bizanci que vivia al segle iv aC en temps de Filip II de Macedònia i potser del seu fill Alexandre el Gran.
Filòstrat d'Atenes diu que fou deixeble de Plató, i Suides i Eudòxia Macrembolitissa el fan deixeble d'Aristòtil i l'anomenen peripatètic. Tenia un càrrec dirigent a Bizanci en el moment en què la ciutat fou atacada per Filip II, segons Hesiqui de Milet era estrateg. Filòstrat explica una anècdota que diu que Leont va ser enviat davant de Filip per demanar-li la raó d'aquella invasió, i Filip va contestar que la bellesa de la ciutat l'havia portat a enamorar-se d'ella. Leont va respondre indignat que no era habitual utilitzar les armes de guerra per seduir als amants. Els macedonis van conquerir Bizanci, però els bizantins van resistir obstinadament i quan van arribar reforços atenencs dirigits per Cares (340 aC) i per Foció els macedonis es van haver de retirar. Leont va ser enviat com ambaixador a Atenes, però en quin moment exacte no se sap, potser durant el setge.
Hi ha dues versions sobre la seva mort. Segons Hesiqui va morir durant la guerra abans de l'arribada de Cares amb la flota atenenca. Segons Suides, Filip, després de la seva retirada, va acusar Leont d'haver-se ofert a trair la ciutat a canvi de diners. El poble es va creure aquests càrrecs i van assaltar casa seva, matant-lo o potser Leont amb por de ser assassinat es va penjar. Però aquesta versió no té prou crèdit, ja que Suides diu també que havia escrit una història d'Alexandre, i no pot ser correcte si havia mort abans.
Va escriure, segons Suides i Eudòxia:
- 1. Τὰ κατὰ Φίλιππον καὶ τὸ Βυζάντιον, Βιβλίοις ζ, Res Philippicae et Byantinae, Libri VII.
- 2.Τευθρανικόν, Teuthranicum, o Τενθραντικόν, Teuthranticum.
- 3. Περὶ Βησάλου, o Βησαίον, De Besalo, o Besaeo.
- 4. Ὁ ἱερὸς πόλεμος, Bellum Sacrum.
- 5. Περὶ στάσεων, De Seditionibus o De Statibus.
- 6. Τὰ κατ᾽ Ἀλέξανδρον, Res Gestae Alexandri.

No es conserva cap d'aquestes obres. Algunes d'aquestes obres, tant Suides com Eudòxia (o almenys unes obres amb els mateixos títols), les atribueixen també a Leont d'Alabanda. A més, Plutarc li atribueix una obra titulada Τὰ Βοιωτιακά, De Rebus Boeoticis.